# ソリトンシリーズ
ソリトンシリーズは、NHKで1994年から1997年に放送されていた若者向け深夜テレビ番組である。
なお、「ソリトン」の冠をつけたいくつかの番組が存在しており、ここでは便宜上それらをまとめて記述する。それぞれの詳細については各項目のリンクから参照。

## 1994年度
ソリトン 金の斧銀の斧
- NHK教育テレビで毎週土曜日23:00～23:45（再放送・日曜日14:00～14:45）に放送。
- 司会・高橋由美子（1994年4月～9月）、大塚寧々（1994年10月～1995年3月）。

ソリトン 野望山馳参寺!
- NHK教育テレビで毎週日曜日23:00～23:45（再放送・土曜日14:00～14:45）に放送。
- 司会・筒井康隆（その他久宝留理子、梅垣義明、BOOMER、立川談春、立川志らくが出演）

特集（特別編）
| シリーズ     | タイトル                          | 放送日        | 放送日 |
| ------------ | --------------------------------- | ------------- | ------ |
| 夏・ソリトン | ストリート統計学 原寸女子高生図鑑 | 1994年8月6日  | 土     |
| 夏・ソリトン | ファッション考現学 モンド宣言     | 1994年8月13日 | 土     |
| 夏・ソリトン | 恋愛帝王学 王様の知恵熱           | 1994年8月20日 | 土     |
| 夏・ソリトン | 近未来伝承学 20世紀保存委員会     | 1994年8月27日 | 土     |
| 冬・ソリトン | 笑いの王道学笑う門には恋来たる!?  | 1995年1月13日 | 金     |
| 冬・ソリトン | ジャングル・リミックス'95         | 1995年1月14日 | 土     |
| 冬・ソリトン | 健康占い・青春クリニック          | 1995年1月15日 | 日     |
| ソリトン     | 阪神大震災 若者ボランティアの輪   | 1995年1月29日 | 日     |
| ソリトン     | 阪神大震災 若者ボランティアはいま | 1995年3月18日 | 土     |

## 1995年度
土曜ソリトン SIDE-B
- NHK教育テレビで毎週土曜日23:00～23:45（再放送・日曜日14:00～14:45）に放送。
- 司会・高野寛、緒川たまき

日曜ソリトン 夢ときどき晴れ!
- NHK教育テレビで毎週日曜日23:00～23:45（再放送・土曜日14:00～14:45）に放送。
- 司会・木根尚登、久保恵子、八木田麻衣

特集（特別編）
| シリーズ     | タイトル                                                 | 放送日        | 放送日 |
| ------------ | -------------------------------------------------------- | ------------- | ------ |
| 夏・ソリトン | 脳ミソの迷宮 1 神に挑むテクノロジー コペルニクスのめまい | 1995年7月29日 | 土     |
| 夏・ソリトン | 脳ミソの迷宮 2 TOKYO哲学ツアー 現代に甦る大哲学者たち    | 1995年8月5日  | 土     |
| 夏・ソリトン | 王様の知恵熱 アカデミックに解き明かす”涙の美学”          | 1995年8月12日 | 土     |
| 夏・ソリトン | 青の手紙 夢・挫折・青春の分岐点                          | 1995年8月19日 | 土     |
| 夏・ソリトン | トークのるつぼ 白熱恋愛問答                              | 1995年8月26日 | 土     |

## 1996年度
ソリトン
- NHK総合テレビに放送チャンネルが移り、毎週土曜日深夜にて放送。
- 司会・サエキけんぞう、浜家優子。